# 2-es busz (Nagykanizsa)
A nagykanizsai 2-es jelzésű autóbusz a Kalmár utca és Palin, futballpálya megállóhelyek között közlekednek. A járatot a Volánbusz üzemelteti.

## Közlekedése
Mindennap közlekedik.

## Útvonala
| Palin, futballpálya felé                                                       | Kalmár utca felé                                                               |
| ------------------------------------------------------------------------------ | ------------------------------------------------------------------------------ |
| Kalmár utca – Kalmár utca – Magyar utca – Alkotmány utca – Palin, futballpálya | Palin, futballpálya – Alkotmány utca – Magyar utca – Kalmár utca – Kalmár utca |

## Megállóhelyei
| 0  | Kalmár utca                                          | 15 | 4A, 4Y, 6, 6C, 8, 8Y, 10, 10Y, 16, 18, 20, 20Y, 21, 21E, 21Y, C3, C5, C7 | Helyközi autóbusz-állomás, Vásárcsarnok, Kanizsa Plaza, Bolyai János Általános Iskola |
| 2  | Magyar utca 60.                                      | 13 | 20, 20Y, 21, 21E, 21Y, C7                                                |                                                                                       |
| 4  | Lámpagyár utca                                       | 11 | 20, 20Y, 21, 21E, 21Y, C7                                                |                                                                                       |
| 5  | DOMUS, bejárati út                                   | 10 |                                                                          | Inkey-kápolna                                                                         |
| 9  | Palin, lakótelep, bejárati út                        | 6  |                                                                          |                                                                                       |
| 10 | Palin, Újtelep                                       | 5  |                                                                          |                                                                                       |
| 11 | Palin, Udvarház utca (Korábban: Palin, ÁG)           | 4  |                                                                          | Nagyboldogasszony templom, Palini Inkey Boldizsár Általános Iskola                    |
| 13 | Palin, Alkotmány utca 65. (Korábban: Palin, Húsüzem) | 3  |                                                                          | Palini temető, Posta                                                                  |
| 14 | Palin, Magvető utca                                  | 2  |                                                                          |                                                                                       |
| 15 | Palin, futballpálya                                  | 0  |                                                                          |                                                                                       |